# Tau’ri technológia
A következő oldal többnyire azokat a technológiákat tartalmazza, melyeket a Tau'ri használ a kitalált Csillagkapu univerzumban.
A saját technológiákat lásd a Csillagkapu-technológia szócikkben.

## A nem létező technológiák
A következő technológiák a valós életben nem léteznek; lehetséges, hogy az itt felsorolt dolgok fejlesztéseknek is tekinthetőek egy létező dologra.

### Anti Hírnök Berendezés

Az Anti Hírnök Berendezés

A berendezést Samantha Carter és Bill Lee fejlesztették ki; ez a fekete "csészealj" formájú eszköz működése közben alacsony frekvenciájú hangot ad. A szerkezet az alacsony frekvenciájú hanggal képes limitált ideig leblokkolni az Ori hírnökök vagy az egyéb fejlett lények képességeit. Azt, hogy limitált ideig működik akkor tudták meg, mikor egy Damaris nevű hírnököt ezzel kaptak el, és képes volt megtörni a berendezés erejét. A technológia még az Oricinak (ejtsd: Orszáj) vagy a Doci (ejtsd: Doszáj) is problémákat okozhat.

### Lidérc Retrovírus
A vírust Atlantiszon fejlesztették ki; ez a "vírus" igazából egy génterápia, melyet dr. Carson Beckett fejlesztett ki (az iratus bogárból) a Lidércek ellen. A szer a lidérc testében elnyomja az iratus bogár génjeit, és így felszínre hozza az emberi tulajdonságokat, így a lidérc lassan visszaváltozik emberré, elveszítve emlékeit. A szer nem hat a nőstényekre (így például a Kaptárkirálynőre sem). Az első kísérlet egy kapu nélküli bolygóra szállított lidérccsoporton végezték. Kezdetben hatása időleges volt.
Ez a találmány arra az ötletre alapozódik, hogy a lidércek nem rosszabbak mint az emberek, csak egyesültek egy másik életformával, az iratus bogárral. A szer első tesztalanya, a lidérc „Michael”, ámbár emberré változott genetikailag, az indulatossága és a türelmetlensége mind a lidérc jellemére utaltak. A vírus ezen formája hatására a tesztalany kezdetben ciklikusan hol lidérccé, hol emberré változik, mígnem a folyamat egy köztes, táplálkozni képtelen hibrid formájában stabilizálódik. Michael, aki végül ilyen hibriddé lett, módosította a vírust úgy, hogy embereken is hatásos legyen, és az így kapott hibridekből hadsereget formált, azonban az atlantisziak felszámolták a szervezetét, mielőtt leigázta volna a Pegasus-galaxist.
A szer még nem nyújt végleges emberré válást, ezért rendszeresen adagolni kell a Lidércnek a szert. Amennyiben nem így történik, az iratus bogár DNS-e újra előjön az emlékekkel együtt.
A „Todd” nevű lidérc az első biztató jelek hatására egy egész kaptárhajót alávetett a terápiának, azonban ekkor katasztrofális mellékhatások jelentkeztek, az alanyok hamarosan elkezdtek megbetegedni és meghalni, ezért hibernálták magukat, és Atlantisztól kértek segítséget. A szer a kaptárhajó szerves szöveteit is megbetegítette, az egész hajót elpusztítva, amit csak Todd élt túl. Ráadásul a lidérc katonák zombi-szerű emberevő szörnyeteggé változtak, mivel a parancsnokaik telepatikus irányítása a többi lidérc-képességgel együtt megszűnt.
A retovírus használatával egyszer elfoglaltak egy teljes lidérc kaptárhajót kb. 200 lidérccel együtt.

### Anti Replikátor Fegyver (ARG)

Atlantiszon egy fegyver eltalált egy replikátort, ami épp szétesik

A csillagkapu Új világrend című dupla részében jelent meg először a fegyver. Thor felsugározta Jack O’Neill-t a hajója fedélzetére, hogy készítse el az Ősök teljes tudástára birtokában a fegyvert, mely győzelemre segítheti a népét. Jack elkészítette a fegyvert, mely képes megszüntetni a replikátor részecskék közötti kommunikációt, melynek hatására a replikátor szétesik. Thor képes volt bolygó méretűre növelni a fegyver hatótávját, és így megmentette az Asgardiakat. A Csillagkapu: Atlantiszban A visszatérés című dupla részben használták a fegyvert az Atlantiszon tartózkodó Asuran replikátorok ellen is.

### ATA gén terápia
A technológiát Carson Beckett fejlesztette ki, melyek bárkibe ATA gént (Ancient Technology Activation gene: Ős technológia aktiváló gén) tud juttatni. A kezelés az esetek 50%-ban hatásos. Először dr. Rodney Mckay-en lett a kezelés kipróbálva, sikerrel.

### Csatatéri Távoli Expedíciós Eszköz (FRED)
A Field Remote Expeditionary Device ( FRED ) egy hatkerekű szállító eszköz, melyet a CSK csapatok használnak szállításra a kapun keresztül. Elég lassú, de rengeteg dolog elfér rajta, és gyakran védelmi pozíciót tölt be, ha megtámadnak egy CSK csapatot.

### GDO
A GDO (Garage Door Opener, azaz nyers fordításban "Garázsajtó nyitó") egy kisméretű eszköz, melyet a CSK csapatok állandóan maguknál tartanak. Ezzel az eszközzel küldik el a személyi belépőkódjukat a CSKP-nak, hogy a személyzet kinyissa a Csillagkaput lezáró Íriszt. A GDO jelzése nélkül a CSKP nem tudja megállapítani, hogy a csillagkapun át érkező látogató ellenséges, vagy baráti szándékú -e. Ha egy csapat elveszti a GDO-ját, akkor mindaddig nem tud hazatérni a bázisára, míg valamilyen alternatív úton nem értesíti a CSKP-t a kialakult helyzetről.
A GDO által kibocsátott rádiójel az IDC (angol rövidítés, jelentése: "Iris Deactivation Code"; magyarul: "Íriszt Kikapcsoló Kód"), mely lehetővé teszi a CSK csapatok tagjainak egyéni megkülönböztetését is egy speciális, egyedi karaktersorozatot használva azonosítóként (például az egyik részben Jack O’Neill kódja a 903 224 637 számsorozat volt).
A CSKP több esetben a szövetségei, vagy a baráti világok számára is biztosított GDO-t, lehetővé téve ezzel a biztonságos kapcsolatfelvételt egy-egy világgal, vagy személlyel.
A Goa’uld Rendszerurak több Csillagkapu részben is megpróbálkoztak azzal, hogy megszerezzék a CSK csapat GDO-ját, felhasználva ezt arra, hogy bebocsátást nyerjen a CSKP-ra.
A Csillagkapu: Atlantiszban a GDO már egy kisebb, fejlettebb eszköz.

### Horizont kódnevű atomrakéta egység
A Horizont kódnevű fegyverplatformot a Csillagkapu: Atlantisz 3. évadjának utolsó részében használták először. A fegyvert az amerikai légierő fejlesztette ki.
A Horizont tartalmaz 6 db Mark IX-es kapuromboló nukleáris atomtöltetet és 4 csalitöltetet. Ez a platform a USS Apollo nevű, Deadelus osztályú hajóra került, mely ki is lőtte azt az épülő Asuran hajókra. Képes áthatolni egy bolygó atmoszféráján és még a földet érés előtt kinyílik; ekkor kilövellnek belőle a rakéták. A fegyverek egy pár perc alatt elérnek egy bolygót és kb. 170 km-es sugárban elhamvaszt mindent. Miután a USS Apollo kilőtte a fegyvert az Asuran bolygóra, ők ezt viszonozták egy rendkívül erős sugárral, mely majdnem elpusztította Atlantiszt.

### Írisz

Az írisz nyitása/zárása

Blokkolja a bejövő forgalmat; néhány mikrométeres távolságra van a kaputól, mely így nem engedi, hogy a bejövő anyag újra összeálljon. Az anyaga titánium és trínium ötvözete. A GDO-val kérheti a bejövő utazó a nyitását. Az ellenségeket távol tartja, de az olyan fejlett fajok, mint a nox vagy a tollanok (ők szövetségesek) képesek áthatolni rajta.

### Kull Pusztító
A fegyvert a Tok'ra-k fejlesztették ki a Kull Harcosok ellen. Olyan energialövedéket lő ki, mely megöli a kull harcosokat.

### Mark III-as nukleáris rakéta
A Deadelus osztályú hajók fegyverzetének része; ilyeneket lőnek ki a hajó orráról. Egy ilyennel pusztították el Ra anyahajóját a Csillagkapu filmben.

### Mark V-ös nukleáris robbanófej
Ezzel a fegyverrel akarta a CSKP elpusztítani az Abydos-t az Istenek gyermekei című részben.

### Mark VIII-as taktikai rakéta
Naquadával megtöltött nukleáris robbanófejek, egyenként 1200 Mtonnásak és láthatatlanok a radarok számára. Olyan zavarókkal rendelkeznek, melyeknek hatására képesek áthatolni gond nélkül a goa'uld hajók pajzsán, de például az ori anyahajók pajzsán nem.

### Mark IX-es kapuromboló
Samantha Carter fejlesztette ki az 51-es körzetben; a Mark IX-esek naquadriah-töltésű nukleáris robbanófejek, melyek képesek mindent elhamvasztani 100 mérföld/170 km-es sugárban. Ez egy gigatonnás detonáció. Deaktiválható elektromágneses mezővel. Első használatánál egy kaput próbáltak elpusztítani, melyet egy Ori Hírnök védett. Másodszor egy aktív csillagkapu mögött robbantották fel a pegazus galaxisban egy fekete lyuk spirálja mellett, hogy így aktivizálják a tejútrendszeri szuperkaput, hogy az ori ne tudjon újabb hajókat küldeni a galaxisba. A kapu mindenki meglepetésére nem párolgott el. Harmadszor már a Horizontban használták (lásd fentebb).

### Mobil Analizáló Laboratórium Szonda (M.A.L.P.)
A Mobile Analytic Laboratory Probe, vagy MALP (magyarul Mobil Elemző Laboratórium Szonda) egy kitalált eszköz a Csillagkapu univerzumában, amely egy valóban létező, Unmanned Ground Vehicle nevű eszközön alapul.
A Csillagkapu Parancsnokság a MALP elektromos berendezéseit arra használja, hogy ismeretlen bolygókat vizsgáljon meg, segítségével tudják eldönteni, hogy egy adott bolygó környezete biztonságos-e. A vizsgálathoz nagy felbontású színes kamerát, lézeres keresőt, spektrométert és kis hatótávú mikrofont használnak. Más érzékelők mérni tudják a légnyomást és a hőmérsékletet, a levegő összetételét és még azt is, ha a MALP az oldalán fekszik. A radioaktivitás is veszélyes a CSK csapatokra, ezért Geiger-Müller számlálóval is rendelkezik. Arra az esetre, ha az adott bolygón fejlett civilizációt sejtenek, vevőkészülékével számos szárazföldi adást képesek venni. A szerkezetre egyszerűen lehet kiegészítő érzékelőket és felszerelést rakni, ha egy küldetésnek vagy egy CSK csapatnak arra van szüksége.
Infravörös érzékelőt valószínűleg csak A sötétség határán című rész után telepítettek, amikor a szerkezet lámpái utazás közben elromlottak.

### Naquadah generátor
A Naquadah generátor egy rendkívül fejlett reaktor-egység, mely jelentős energia termelésére képes, egy kis mennyiségű naquadah felhasználásával. Egy reaktor elég energiát képes termelni ahhoz, hogy egy túltöltődés 20 kilotonnás robbanást eredményezzen. Ennek köszönhetően a generátor bombaként is felhasználható: az Atlantisz-Expedíció a várost ellátó naquadah-generátorokat használja önmegsemmisítő mechanizmusként. Egy ilyen robbanás során, a nukleáris robbanáshoz hasonlóan elektromágneses impulzus keletkezik.
Később, 2005-ben kifejlesztették a Mark II-es szériát, mely a Mark I-esnél 600%-kal több energiát képes termelni. Két darab ezekből képes korlátozott ideig energiával ellátni az Ős Széket, ami hagyományos esetben egy ZPM-et igényelne.

### Sugárzásmérő berendezés
Ennek a kézi eszköznek a segítségével lehet detektálni/analizálni/mérni az elektromágnesességi/sugárzási energiát. Először az Abydoson használták, ezzel elemezték ki az ételt és a kristályokat. Samantha Carter használta, hogy analizálja a sugárzást a "kristálykoponya" című részben.

### Bolygónyi hatótávolságú anti-replikátor fegyver (BHARF)
A Bolygónyi hatótávolságú anti-replikátor fegyver képes akkora sugarat kibocsátani, amely képes elintézni egy teljes bolygónyi replikátort. A fegyvert Thor tudta bolygóméretűvé fejleszteni, és ezzel mentett meg egy Asgard bolygót.

### Sínágyú
A sínágyú egy elektromágnességet használó gépágyú. 425 km-re lő ki egy lövedéket 5 mach sebességgel. Egy szárazföldi sínágyú tára 10 000 lövedéket tartalmaz. Az ágyúk nagyon hatásosak a kisebb támadók ellen, mint a lidérc vadászok vagy a goa'uld halálsiklók.
Először a szárazföldi sínágyúkat a Csillagkapu: Atlantisz első évadjának befejező részében használták, az „Ostrom II.” című részben, ahol több, a képen is látható ágyú védte meg Atlantiszt a lidérc vadászoktól. Az űrbéli sínágyúk a Prometheus és a Daedalus osztályú hajók fontos részei. Tríniumból készültek.

### Űrhajók

#### X-301
Az első kísérlet egy idegen űrhajó megváltoztatására (átépítésére), egy Goa'uld Halálsiklóból. A kísérlet kudarcba fulladt, amikor a Apofisz aktiválta a beépített hazahívó eszközt, hogy hazahívja az ellopott Siklót.

#### X-302
A második kísérleti vadászrepülőgép program. Földi technológiával tervezték és építették meg. A Föld első kísérlete egy olyan hajó létrehozására, amely képes a hiperűrben repülni. A prototípus elpusztult, amikor részt vett a Föld megmentéséért indított akcióban Anúbisz ellen.

#### F-302
Az X-302-es kísérleti gép végső változata. Az F-302 egy elfogó vadászrepülőgép, amit az Egyesült Államok használt. Képes repülni az űrben, és rövidtávon a hiperűrben is. Felszerelhető a szabványos USA-beli fegyverekkel.
A Goa’uld halálsiklóhoz hasonlóan az F–302-es egy pajzs nélküli, kétüléses támadóhajó. Mivel a földi technológia még mindig kevésbé fejlett a Goa'uldéhoz képest, az F–302 lassabb és kevésbé manőverezhető, éppen ezért három különböző meghajtást tartalmaz. Az X–302-es prototípusban volt egy negyedik is, egy hipertér-ablak generátor (azaz egy hiperhajtómű), ami a lehető legkisebb volt közöttük, mivel naquahdriah-t használt a stabilabb, de kevesebb energiát biztosító naquahdah helyett. Sajnos ez a naquahdriah instabilitása miatt nem úgy működött, ahogy kellett volna. Ez a hajtómű csak kisebb, taktikai ugrások sorozatára lett volna képes. A termelési modellben is vannak hiperhajtóművek. Ezenkívül tehetetlenségi csillapítója csak kilencven százalékban annyira hatásosak, mikor negatív G-ket kell hatástalanítani.
A földi próbálkozások irányított energiafegyver létrehozására eddig még nem sikerültek, ezért az F–302-es kizárólag módosított levegő-levegő rakétákkal van felszerelve. Ezeknek a módosított AIM-120 AMRAAM-oknak a robbanófeje naquahdah-val van dúsítva, és rendelkeznek pajzsmodulátorral, ami elméletben képes áthatolni pajzsokon. Ez hatástalannak bizonyult az Ori pajzsok ellen a műholddal szemben az Ethon című részben. Az F–302-es ezen kívül rendelkezik egy pár lövedékágyúval (ismeretlen kaliberű és típusú), ezt a Csillagkapu: Atlantisz második évadjának A betolakodó című részében lehetett látni.
Az F–302-es első harci küldetése a Csillagkapu hetedik évadjának A bukott angyal című részében volt, amikor O'Neill ezredes és Carter őrnagy Anúbisz anyahajója ellen harcolt. Az Az elveszett város második részében számos F–302-század kísérte a Prométheuszt az Antarktiszra, ahol a CSK-1 által vezetett teherhajót védték meg Al'kesh és halálsiklók támadásával szemben.
Az Amerikai Légierő külső bázisain, például az Alfa bázison és a Gamma bázison legalább két F–302-es állomásozik az épületekben, ahogy azt a A csapás című részben lehetett látni, de említve volt az előző epizódokban is.
A Prométheusz és a Daedalus osztályú csatahajók is hordoznak a fedélzetükön F–302-eseket, a fegyverarzenál részeként. Atlantisz Ugró-készletét megnövelték néhány F–302-essel, és egy mágneshorogrendszerrel, hogy az F–302-esek képesek legyenek azok hangárjában leszállni.
A jelenleg F–302-esekkel rendelkező bázisok:
- Föld
- Atlantisz (valószínűleg legalább 8)
- Alfa bázis (legalább 2)
- Gamma bázis (legalább 2)
- Daedalus (8 vagy 16, a második hangárt Atlantiszra szállított készletek tárolására lehet használni)
- Odüsszeia (16)
- Valószínűleg a Béta bázis is rendelkezik velük, a többihez hasonlóan

A Prométheusz is hordozott 8 F–302-est. Utolsó küldetése során hat 302-es az Ori műholdat próbálta meg elpusztítani. Azt, hogy hol volt a másik kettő ekkor, azt nem ismerjük. A Korolev is rendelkezett 16 darabbal. Valószínűleg az Apollón is 16 darab van.

#### X-303
Kísérleti vezérhajó, földi/idegen hibrid. A Prométheusz kódnév alatt fejlesztették, ez lett kategóriájának első kész példánya. Elsődleges fegyverzetének rakétákat használtak; az Asgard védőpajzsot és fegyverzetet később szerelték fel. A Daedalus, amely a második ilyen kategóriájú elkészült hajó volt, már naquadah-val erősített nukleáris töltettel, és kifinomult Asgard sugártechnológiával rendelkezett.

#### BC-303
Prométheusz osztályú csatahajó. Úgy lett tervezve és megalkotva, hogy képes legyen földönkívüli pajzs és fegyverzet kezelésére. Hiperűr-képes, és nyolc F-302-es Elfogó, vagy Halálsikló szállítására alkalmas. A fegyverzete sínágyúkból és földi rakétákból áll. Az egyetlen ilyen hajót (a Prométheuszt) az Ori harci műholdja elpusztította.

#### BC-304
Daedalus osztályú csatahajó. A Prométheusz utódja. Sokkal nagyobb elődjénél, és kétszer annyi F-302-es befogadására képes. Az első ilyen hajó Daedalus volt, később követte a Odyssey, majd a Korolev, amely az első orosz harci romboló (az USA-tól kapták az orosz csillagkapu használata miatti bérként). Ezeket követte a USS Apollo. Fegyverzete sínágyúkból és Mark V-ös rakétákból áll. Rendkívül precíz asgard teleportsugár-technológiával van felszerelve, emellett egy asgard számítógép is helyet kapott a gépen. Az Odyssey a sorozat utolsó részében megkapta az Asgardok hagyatékát. A hagyatékuk minden, amit tudtak, és minden, amilyen gépeik vannak. Ezek közé tartoznak sugárfegyverek, új asgard mag, melynek belsejében olyan technológiák is helyet kaptak, mint az időtorzító burok.

### McKay–Carter intergalaktikus kapuhíd
Ez a híd képes megoldani a ZPM nélküli utazás problémáját a Föld és Atlantisz között. A 2,7 millió fényévet átfogó kapuhidat McKay a következőképpen mutatta be:

„Szóval, Atlantiszon vagyok, és a Földre kell mennem. Mit csinálok? Mivel előre nem látható körülmények miatt elvesztettük a ZPM-ünket, az egyetlen lehetőségem az lenne, hogy hívjam a Daedalust, és a következő három hetet malmozással töltsem, miközben várom, hogy hazaérjek. Mostanáig. Íme a McKay–Carter intergalaktikus kapuhíd. 34 kapu a Tejútrendszer és a Pegazus galaxis kapurendszeréből, amit tervezetten helyeztünk el a galaxisaink közötti jókora űrbe. Egyszerűen be kell lépni valamelyik oldalon, például Atlantiszon, és bumm. Egy makró, amit kifejezetten erre az alkalomra írtam, utasít minden kaput a rendszerben, hogy eltároljon a pufferébe, és továbbítson a következőbe. Aztán a következőbe, a következőbe, a következőbe, a következőbe… Amíg meg nem érkezünk ide [a magyarázó képernyőjének közepére mutat]. A Középső Űrállomáson egyszerűen kilépünk a pegazusi kapurendszerből, és belépünk a Tejútrendszer kapurendszerébe, ahol egy hasonló makró továbbít minket a CsKP-re. A teljes utazási idő alig több, mint 30 perc. Lehet tapsolni.”

– Dr. Rodney McKay